# Bor (Czarnogóra)
Bor (cyr. Бор) – wieś w Czarnogórze, w gminie Petnjica. W 2011 roku liczyła 231 mieszkańców.